# Curcuma sessilis
Curcuma sessilis är en enhjärtbladig växtart som beskrevs av Andrew Thomas Gage. Curcuma sessilis ingår i släktet Curcuma och familjen Zingiberaceae. Inga underarter finns listade i Catalogue of Life.